# 那須雅城

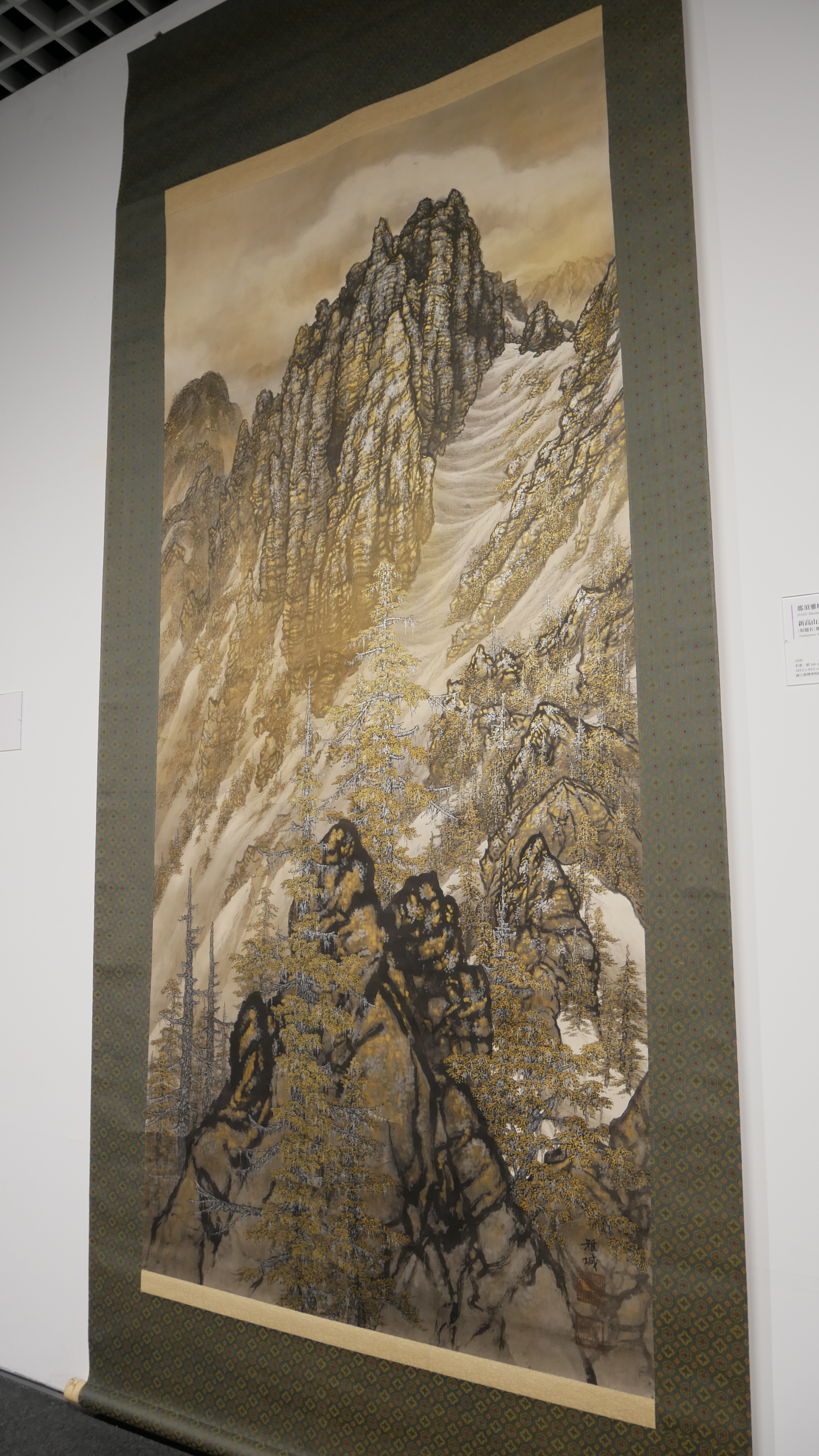
〈新高山之圖〉（1930年）、玉山を題材にした水墨画。

那須 雅城（なす がじょう、1880年代-没年不詳）は、戦前に台湾で活躍した香川県高松市出身の日本画家。橋本雅邦に師事。台湾美術展覧会に数回出品。

## 年譜
- 1928年‐第2回台展に『高嶺の春』『深山の秋』が入選
- 1929年‐第3回台展に『新高』『日月潭』『太魯閣峡』が入選
- 1930年‐第4回台展に『霊峰春趣』『幽谷秋情』が入選
- 1932年‐第6回台展に『西欧アルブス﹑マッターホルンの図』が入選
- 1933年‐第7回台展に『アルブス景観』が入選
- 1934年‐第8回台展に『春のアルブス』が入選
- 1936年‐第10回台展に『アルプス風景』が入選